# فیلم لگو نینجاگو
فیلم لگو نینجاگو (انگلیسی: The Lego Ninjago Movie) فیلمی در ژانر اکشن، کمدی، و ماجراجویی به کارگردانی چارلی بین، پل فیشر و باب لوگان است که در سال ۲۰۱۷ منتشر شد. از صداپیشگان آن می‌توان به دیو فرانکو، جاستین ثرو، فرد ارمیسن، الیویا مان، کمیل نانجیانی، زک وودز و مایکل پنیا اشاره کرد.

## داستان
شش نوجوان زیر نظر یک استاد کهنه‌کار (جکی چان) تمرین می‌کنند و یک شبه به نینجاهای قهرمان تبدیل می‌شوند. آن‌ها با هیولاها می‌جنگند، سوار خودروها می‌شوند و سرزمین نینجاگو را از دست اژدها نجات می‌دهند. در این داستان جنگ‌سالار لرد گارمادون (جاستین ثرو) با این واقعیت روبرو است که یکی از شش نوجوان (دیو فرانکو) پسر او است و باید با این موضوع را قبول کند...

## موسیقی
موسیقی این پویانمایی را مارک مادرزبا اجرا کرده‌است.